# Mount Quackenbush
Mount Quackenbush ist ein 2435 m hoher Berg mit abgeflachtem Gipfel in der Britannia Range des Transantarktischen Gebirges. Er bildet unmittelbar westlich des Peckham-Gletschers einen vorspringenden Winkel der steilwandigen Kliffs entlang der der Nordflanke des Byrd-Gletschers.
Das Advisory Committee on Antarctic Names benannte ihn 1965 nach Captain Robert S. Quackenbush Jr. (1903–1985), Stabschef bei Admiral Richard H. Cruzen während der vom US-amerikanischen Polarforscher Richard Evelyn Byrd geleiteten Operation Highjump (1946–1947) der United States Navy.